# Желязната маска
Желязната маска (на фр. L'Homme au masque de fer) е един от най-известните в историята на Франция затворници. Загадката около личността му не спира да вълнува и днес и е сюжет на голям брой романи и филми. Последният от тях е от 1998 г. – Желязната маска (The Man in the Iron Mask), с участието на Леонардо ди Каприо.
Началото на мистерията е поставено със смъртта на 19 ноември 1703 г. в Бастилията на един затворник, чието име, както и причината за престоя му в тъмницата, били пазени в строга тайна. Историята постепенно се раздухва, добавят се различни детайли, докато накрая изпод перото на Волтер се превръща в истинска легенда.

## Началото на историята
На 4 септември 1687 г. (по време на управлението на Луи XIV) едно апокрифно ръкописно издание оповестява, че офицерът дьо Сен-Мар е отвел по заповед на краля един затворник в укреплението на остров Света Маргарита в Прованс. ”Никой не знае кой е той. – съобщава изданието. – Не му е позволено да произнася името си, а ако го каже, е заповядано да бъде убит; на лицето му има стоманена маска и всичко, което успяхме да узнаем от Сен-Мар е, че този затворник преди много години е бил затворен в Пинероло и че хората, които обществото смята за мъртви, в действителност не са.”
Тайнственият затворник се споменава за втори път в книгата „Тайните мемоари за историята на Персия“ (издадена в Амстердам през 1745 от анонимен автор), в която се описват политически интриги и реални личности от двора на Луи XIV като действието е пренесено в Персия и имената на героите са скрити зад персийски псевдоними. В „Мемоарите“ се споменава за затворник, когото преместват от измислената крепост Ormnus (в действителност Света Маргарита) в Ispahan (Бастилията) и се отбелязва, че този затворник е не друг, а самият Луи дьо Бурбон, граф дьо Вермандоа, синът на Луи XIV и мадмоазел Дьо Ла Валиер. Принцът официално е обявен за мъртъв, покосен от чума, но истината е, твърди книгата, че той е хвърлен в затвора за това, че е ударил плесница на дофина Луи. „Комендантът на крепостта Ormus, разказват „Мемоарите“, се отнасял с най-голямо уважение към този затворник, сервирал му лично като взимал блюдата от ръцете на слугите още на прага и затова никой от тях не бил виждал лицето на затворника. Веднъж обаче принцът издълбал името си с нож на гърба на една чиния. Слугата, у когото попаднала чинията, я занесъл на коменданта като се надявал да получи награда, но нещастникът бил излъган в надеждите си – на мига се отървали от него, за да запазят тайната. Принцът останал още дълги години в крепостта и го преместили в Бастилията едва когато комендантът бил повишен в длъжност (заради вярната му служба) и му било поверено управлението на Бастилията. От предпазливост затворникът трябвало все така да носи маска. Няколко души, които го били виждали повече от веднъж, потвърждават, че комендантът му отдавал големи почести.“
Волтер превръща историята в легенда посвещавайки на Човека с желязната маска една част от глава XXV на „Векът на Луи XIV“ (Siècle de Louis XIV), публикуван през 1751. Твърдейки, че той е затворен през 1661 – годината, в която умира Мазарини, Волтер пръв споменава една подробност, способна да разбуди въображението на читателя – долната част на маската на затворника била снабдена със стоманени пружини, които му позволявали да се храни без да я сваля, и добавя също, че на тъмничарите им било наредено да го убият, ако разкрие самоличността си. Добавя също, че към затворника се отнасяли с изключителен респект, свирели му в килията и му доставяли бельо от най-фина дантела. На следващата 1752 г., при преиздаването на „Векът на Луи XIV“, Волтер включва и историята със сребърната чиния, върху която затворникът написал името си и я хвърлил от прозореца на килията си. Намерил я неграмотен рибар, който я отнесъл на коменданта, а последният след като се уверил, че рибарят наистина не може да чете, му казал – „Вървете си, вие сте щастливец, че не умеете да четете.“

### Историческите факти
Ако се придържаме към проверените факти, те са следните:
В понеделник, 19 ноември 1703, в Бастилията умира непознат затворник, за когото лейтенант Етиен дю Жюнка е отбелязал лаконично в затворническия регистър следните данни:
- Комендантът Сен-Мар го е довел със себе си от о. Света Маргарита;
- Носил е маска от черно кадифе;
- Почувствал се е зле след църковната служба;
- Починал е към 10 ч. вечерта и е погребан във вторник (20 ноември) в 4 ч. следобяд в гробището Сен Пол като в смъртния акт, подписан от майор Дьо Росанж и хирурга Рьой, починалият е назован с някакво неизвестно име – г-н Дьо Маршиел.

В регистъра на гробището фигурира следният запис – на 20 ноември е погребан Маршиоли (или Маршиали), около 45-годишен, починал в Бастилията.
През 1769 г. в своя „Трактат за различните видове доказателства, които позволяват да се установи истината в историята“ отец Грифе (1698 – 1771), който е бил в продължение на 9 години свещеник в Бастилията, привежда следните уточнения: „Споменът за този маскиран затворник е останал дълго в паметта на офицерите, войниците и прислужниците и на известен брой свидетели, които лично са го видели да пресича двора на път за църковната служба. След като е починал, са изгорени всички негови вещи –бельо, дрехи, дюшеци, завивки. Изтъргани и пребоядисани са стените в стаята му, сменени са железните решетки и са заличени всички следи от престоя му там, от страх да не е скрил някакъв знак, който да разкрие самоличността му“.
Известно е, че затворникът е пристигнал в Бастилията през 1698 с надзирателя си Бенин Доверн дьо Сен-Мар, бивш мускетар, един от верните хора на Франсоа Мишел Льо Телие дьо Лувоа, министър на Луи XIV. Това също е потвърдено от запис в регистъра на Бастилията, направен с мастило на 18 септември 1698: „В четвъртък, 18 септември, в 3 ч. следобяд пристигна г-н дьо Сен-Мар, комендант на Бастилията, от остров Света Маргарита, водейки със себе си един затворник, който му е поверен още от Пинероло и когото той държи винаги с маска и чието име не се казва.“ От това излиза, че затворникът следва дьо Сен-Мар при всичките му премествания от крепост на крепост – от Пинероло, която Сен-Мар е командвал между 1665 и 1681, след това в Exilles между 1681 и 1687, на о. Света Маргарита от 30 април 1687 до 1698 и накрая в Бастилията.
В писмо от 12 май 1681 г. министър дьо Лувоа пише на Сен-Мар по повод назначаването му в крепостта Exilles: „Негово величество счете за нужно да Ви повери управлението на Exilles, където ще бъдат транспортирани и тези затворници, които са под Ваше разпореждане, тъй като Негово Величество смята, че има достатъчно основания да не ги повери в ръцете на някой друг.“ Тези затворници са били смятани за толкова важни, че в Exilles им е построен отделен затвор. Всъщност самото преместване на Сен-Мар и подопечните му било забавено с няколко месеца именно за да се изчака построяването на този специален затвор. Затворниците, за които става въпрос, били двама. Единият от тях умира в края на 1686 или началото на 1687 г., малко преди поредното преместване – този път на остров Света Маргарита. Вторият затворник (Желязната маска) пристига на острова на 30 април 1687, носен в специално приспособен херметически затворен стол с восъчен покрив. Затварят го в килия, гледаща към морето. За да се влезе в килията се налагало да се мине през три врати. Тези предпазни мерки били необходими както пише в свое писмо министър Лувоа до Сен-Мар „за да не могат Вашите часови да чуят никакъв шум.“ И още: “Трябва Вие лично да носите на този клетник веднъж дневно храна и под никакъв претекст да не му позволявате да Ви говори за друго освен за неотложните си нужди, не бива да го слушате какво Ви разказва, а ако се опитва – го заплашете със смърт.“
През 1691 г., когато дьо Лувоа умира, неговият син Луи Франсоа Мари Льо Телие, който наследява поста му, пише писмо до Сен-Мар, в което потвърждава, че дадените от баща му инструкции още са в сила: “Когато имате да ми съобщите нещо във връзка със затворника, който е под Ваша охрана от двадесет години, Ви моля да използвате същите предохранителни мерки, както и досега.“

### Наистина ли затворникът е носел маска?
Няма доказателства, че затворникът постоянно е носел маска. Изглежда по-вероятно той да я е слагал само по време на преместванията, за да не бъде разпознат. За това, че е носел такава маска при едно от преместванията, когато е трябвало да нощуват в замъка Шато дьо Палто, се споменава в един разказ публикуван на 30 юни 1778 г. Тук трябва да се отбележи, че замъкът е бил собственост на самия Сен-Мар и след смъртта му е наследен от неговия племенник, който именно и разказва тази история: „След като Г-н дьо Сен-Мар бил назначен да управлява Бастилията, при отпътуването си от Света Маргарита той отседнал със своя затворник в замъка. Човекът с маската пристигнал на носилка, след него бил Сен-Мар, а двамата били придружени от няколко конника. Г-н дьо Сен-Мар се нахранил заедно със затворника, който седял с гръб към прозорците на трапезарията. Селяните, които разпитах, не са могли да видят дали се е хранел с маска, но са забелязали, че Сен-Мар, който седял срещу него, бил сложил двата си пистолета до чинията си. Сервирал им само един слуга, който затварял грижливо вратата на трапезарията след себе си. Когато затворникът пресякъл двора, носел на лицето си черната си маска; под нея се виждали зъбите и устните му; той бил висок и с побелели коси. Вечерта леглото на Сен-Мар сложили до това на човека с маската.“

### Брат-близнак на Луи XIV?
От 17 век до днес са направени десетки предположения за самоличността на Желязната маска. Една от най-известните теории е била поддържана от Волтер, според когото става въпрос за брата-близнак на Луи XIV, при това първородният син, когото Ана Австрийска и Мазарини по някаква причина отстраняват от двора и изпращат на тайно място. Тайната е опазена до смъртта на Мазарини, когато Луи XIV я разкрива и взима допълнителни мерки, за да предотврати евентуални бъдещи претенции на трона от страна на брат си.
Според друго мнение Желязната маска бил по-малкият близнак, който по нареждане на Луи XIII бил отведен далеч от двореца, за да се попречи на всякакво бъдещо оспорване на правата върху трона, както и да се избегне предсказанието, че раждането на близнаци ще донесе нещастия на кралската династия. След като се качва на престола, Луи XIV научава тайната и след като се уверява с очите си колко си приличат с брат му, заповядва той да носи маска до края на дните си.
Има също хипотези, според които Желязната маска е бил незаконороденият син на Ана Австрийска и:
- Бъкингамския херцог;
- Свещеник на име Фиакр (предполагаемо раждане през 1636 г.);
- Кардинал Мазарини (предполагаемо раждане през 1644 г., с други думи много след раждането на Луи XIV, който в този случай не би имал причини да се чувства застрашен за престола си).

### Други версии
Съществуват редица версии, които са отхвърлени като неправдоподобни. Според тях под маската на тази загадъчна личност се криел:
- Молиер;
- Д'Артанян, реално съществувала историческа личност, пресъздадена по-късно в известната трилогия на Александър Дюма - баща – Тримата мускетари, Двадесет години по-късно и Виконт дьо Бражелон. Според привържениците на тази теория Д`Артанян не бил загинал при Маастрихт през 1673 г., а е бил само ранен и е отведен в Пинероло с маска, за да не бъде разпознат от мускетарите, охраняващи крепостта;
- Никола Фуке, сюринтендант по финансовите въпроси на Луи XIV, заточен в Пинероло през 1665 г. и официално починал там на 65-годишна възраст през 1680 г., с други думи цели 23 години преди смъртта на Желязната маска. Според тази хипотеза смъртта на Фуке през 1680 г. е инсценирана от Жан-Батист Колбер, който се боял, че той бил на път на получи амнистия и да се върне на политическата сцена.